# 灰岩葶苈
灰岩葶苈（学名：Draba calcicola）为十字花科葶苈属的植物。分布在中国大陆的云南等地，生长于海拔3,400米的地区，多生在峭壁，目前尚未由人工引种栽培。